# Pardos
Pardos es un municipio y localidad española de la provincia de Guadalajara, en la comunidad autónoma de Castilla-La Mancha. El término tiene una población de 34 habitantes (INE 2024).

## Geografía
En el siglo XIX se mencionaban los «buenos montes de encina, roble, sabinas y otras matas» existentes en el término». En los alrededores de Pardos se encuentran otras localidades como Torrubia, Tartanedo, Canales y Herrería.

## Historia
A mediados del siglo XIX, el lugar contaba con una población censada de 442 habitantes. La localidad aparece descrita en el decimosegundo volumen del Diccionario geográfico-estadístico-histórico de España y sus posesiones de Ultramar de Pascual Madoz de la siguiente manera:

PARDOS: l. con ayunt. en la prov. de Guadalajara (23 leg.), part. jud. de Molina (2), aud. terr. de Madrid (33), c. g. de Castilla la Nueva, dióc. de Sigúenza (11): sit. en llano, con libre ventilacion y clima frio, pero sano; sus casas son de miserable construccion, si bien acomodadas al género de vida de los hab., todos labradores y pastores; hay escuela de instruccion primaria, una igl. parr. servida por un cura, cuya plaza es de provision real y ordinaria, previo concurso. El térm. confina con los de Torrubia, Tartanedo, Canales y Herrería; dentro de él se encuentran dos ermitas y varias fuentes de buenas aguas, entre ellas algunas cuyo sabor es á cobre, por lo que se infiere que se encuentran minas de este metal; también se hallan de cristal de roca. El terreno, que participa de quebrado y llano, es de regular calidad; comprende buenos montes de encina, roble, sabinas y otras matas. caminos: los locales, todos de herradura, en mal estado. correo: se recibe y despacha en la cab. del part. prod.: cereales, garbanzos y otras legumbres ordinarias, leñas de combustible y carboneo, y buenos pastos, con los que se mantiene ganado lanar y cabrio y las caballerías necesarias para la agricultura. ind.: la principal es la agrícola y pastores, algunos vec. se dedican á la arriería. comercio: esportacion del sobrante de frutos, ganado y lana, é importacion de los art. que faltan. pobl.: 36 vec., 133 almas. cap. prod.: 768.334 rs. imp.: 44,100. contr.: 2,123.
(Madoz, 1849, p. 696)

## Demografía
Pardos cuenta con una población de 34 habitantes (INE 2024).
| Gráfica de evolución demográfica de Pardos entre 1842 y 2021                                                        |
| |
| Población de derecho según los censos de población del INE Población de hecho según los censos de población del INE |